# Overnight Angels
| Recensione              | Giudizio |
| ----------------------- | -------- |
| AllMusic                | [ 3 ]    |
| Dizionario del Pop-Rock | [ 4 ]    |
| 24.000 dischi           | [ 5 ]    |

Overnight Angels è il terzo album di Ian Hunter.
Dopo lo scarso successo del suo album precedente, lo scopo apparente di Hunter in questo album è quello di enfatizzare le canzoni veloci con un approccio musicale più rock, grazie anche all'aiuto dello stimato produttore Roy Thomas Baker. Nonostante ciò il disco fu soggetto a revisioni di vario genere e la Columbia Records si rifiutò di pubblicare il cd negli Stati Uniti d'America, portando Hunter a interrompere il rapporto con la Columbia e con il suo manager. Hunter successivamente negò l'album e lo definì un 'errore'.

## Tracce

### LP
Lato A (S 81993 A)
Testi e musiche di Ian Hunter.
1. Golden Opportunity – 4:33
2. Shallow Crystals – 3:59
3. Overnight Angels – 5:14
4. Broadway – 3:51

Lato B (S 81993 B)
Testi e musiche di Ian Hunter, eccetto dove indicato.
1. Justice of the Peace – 3:02
2. (Miss) Silver Dime – 4:37 (Ian Hunter, Earl Slick)
3. Wild 'N Free – 3:09
4. The Ballad of Little Star – 2:33
5. To Love a Woman – 4:02

### CD
Edizione CD del 2002, pubblicato dalla Columbia Records (506063 2)
Testi e musiche di Ian Hunter, eccetto dove indicato.
1. Golden Opportunity – 4:33
2. Shallow Crystals – 3:59
3. Overnight Angels – 5:14
4. Broadway – 3:51
5. Justice of the Peace – 3:02
6. (Miss) Silver Dime – 4:37 (Ian Hunter, Earl Slick)
7. Wild 'N Free – 3:09
8. The Ballad of Little Star – 2:33
9. To Love a Woman – 4:02
10. England Rocks – 2:51 – Traccia bonus

## Formazione
The Overnight Angels
- Ian Hunter - voce solista, chitarra ritmica, pianoforte, armonie vocali
- Earl Slick - chitarra solista, slide guitar, chitarra ritmica
- Peter Oxendale - tastiere
- Rob Rawlinson - basso, armonie vocali
- Dennis Elliott - batteria

Altri musicisti
- Miller Anderson - armonie vocali (brano: Broadway)
- Lem Lubin - armonie vocali (brano: Broadway)
- Roy Thomas Baker - percussioni

Note aggiuntive
- Roy Thomas Baker - produttore (per la R.T.B. (Audio-Visual) Productions LTD)
- Registrazioni effettuate al Le Studio di Morin-Heights, Québec, Canada; Utopia Studios e Olympic Studios di Londra, Inghilterra
- Gary Lyons - ingegnere delle registrazioni
- Nick Blagona, Bernard Dubuc, Roger Ginsley, Phil Chapman, Doug Bennett e John Mackswith - assistenti ingegnere delle registrazioni
- Mixaggio effettuato al Sarm Studio di Londra, Inghilterra
- Mastering effettuato da George Marino al Sterling Sound di New York City, New York
- John Berg e Roslav Szabo - design copertina album originale
- David Oxtoby - cover art copertina frontale album originale
- Wilson McLean - illustrazioni interne copertina album originale
- Bill Stettner - fotografie retrocopertina album originale[6]